# Andries d'Hollander
Andries d'Hollander was een achttiende-eeuwse meester-timmerman en architect in Brugge.

## Activiteiten
Onder de activiteiten van D'Hollander zijn er voornamelijk twee bekend.
In 1765-1770 bouwde hij het door hem ontworpen gastengebouw voor het kartuizerklooster Genadedal. Het is zeer waarschijnlijk dat hij eveneens de ernaast gelegen Sint-Brunokapel ontwierp, die hij in dezelfde periode bouwde.
In 1767 bouwde hij, samen met de hoofdaannemer Lodewijk Feys, het huis van het Kuipersambacht in de Vlamingstraat op de plek van het huis De Baers, dat in slechten, ja ruïneusen staet verkeerde. Het imposante pand, met blauwe hardstenen gevel, werd gebouwd in een classicistische stijl, met versieringen die verwezen naar de rococo. De volledige onderkeldering van het huis dateert uit de 15de en 16de eeuw.
In 1796 werd het ambacht door de Franse overheerser afgeschaft. Het genationaliseerde gildehuis werd verkocht aan landmeter Albert Millecamp. Vanaf 1901 werd het gelijkvloers gerenoveerd en werd een apothekersinterieur ingericht.
In de jaren 2010-2017 werden aanzienlijke consolidatie- en restauratiewerken uitgevoerd. Het eikenhouten dak bleef de originele 18de-eeuwse constructie. Het merkwaardig apothekersinterieur werd verplaatst van de voorkant naar de achterkant van het huis, uitgevende op de Niklaas Desparsstraat.